# Peter William Francis
Pour les articles homonymes, voir Francis.
Peter William Francis est un volcanologue anglais né à Mufulira en Zambie le 28 décembre 1944 et mort le 30 octobre 1999 à Paris 9e. Il a travaillé sur de nombreux volcans du monde, d'abord comme scientifique visiteur au Lunar and Planetary Institute de Houston, au Texas, pour la surveillance des volcans par satellite. Il a publié plusieurs ouvrages sur la volcanologie et écrit près d'une centaine de papiers scientifiques. Peter Francis a joué un rôle pionnier dans l'application de la spectroscopie FTIR aux mesures des gaz volcaniques.